# The Ugly Organ
The Ugly Organ è il quarto album in studio del gruppo musicale statunitense Cursive, pubblicato nel 2003.

## Tracce
Edizione Standard
1. The Ugly Organist – 0:53
2. Some Red-Handed Sleight of Hand – 1:53
3. Art Is Hard – 2:46
4. The Recluse – 3:04
5. Herald! Frankenstein – 0:47
6. Butcher the Song – 3:31
7. Driftwood: A Fairy Tale – 4:41
8. A Gentleman Caller – 3:19
9. Harold Weathervein – 2:59
10. Bloody Murderer – 2:52
11. Sierra – 3:25
12. Staying Alive – 10:06

Disco Bonus Edizione Deluxe
1. Excerpts from Various Notes Strewn Around the Bedroom of April Connolly, Feb 24, 1997 [from "8 Teeth to Eat You"] – 4:04
2. Am I Not Yours? [from "8 Teeth to Eat You"] – 3:25
3. Escape Artist [from "8 Teeth to Eat You"] – 3:11
4. May Flowers [from "8 Teeth to Eat You"] – 3:34
5. Sinner's Serenade [B-side of the single "Art Is Hard"] – 6:09
6. Nonsense [from "Saddle Creek 50"] – 2:48
7. Once [B-side of the single "The Recluse"] – 2:03
8. Adapt [B-side of the single "The Recluse"] – 4:06

## Formazione
Cursive
- Gretta Cohn – violoncello
- Tim Kasher – voce, chitarra, organo
- Matt Maginn – basso
- Clint Schnase – batteria, percussioni
- Ted Stevens – chitarra, cori

Altri musicisti
- Chris Acker – trombone (tracce 3, 8)
- Jenny Lewis – voce (4, 10, 11)
- Mike Mogis – vibrafono (4), tastiera (6), campane (10), chitarra (11)